# Oblys de Turkestan
L'oblys de Turkestan (en kazakh : Түркістан облысы (ex Kazakhastan-Méridional) et en russe : Туркестанская область) est l'une des provinces qui composent le Kazakhstan.

## Géographie
Il a une superficie de 118 600 km². Sa population de 1 976 700 habitants en fait l'un des oblystar les plus peuplés du pays. Il a pour centre administratif la ville de Turkestan (en kazakh : Түркістан). Il est frontalier de l'Ouzbékistan.

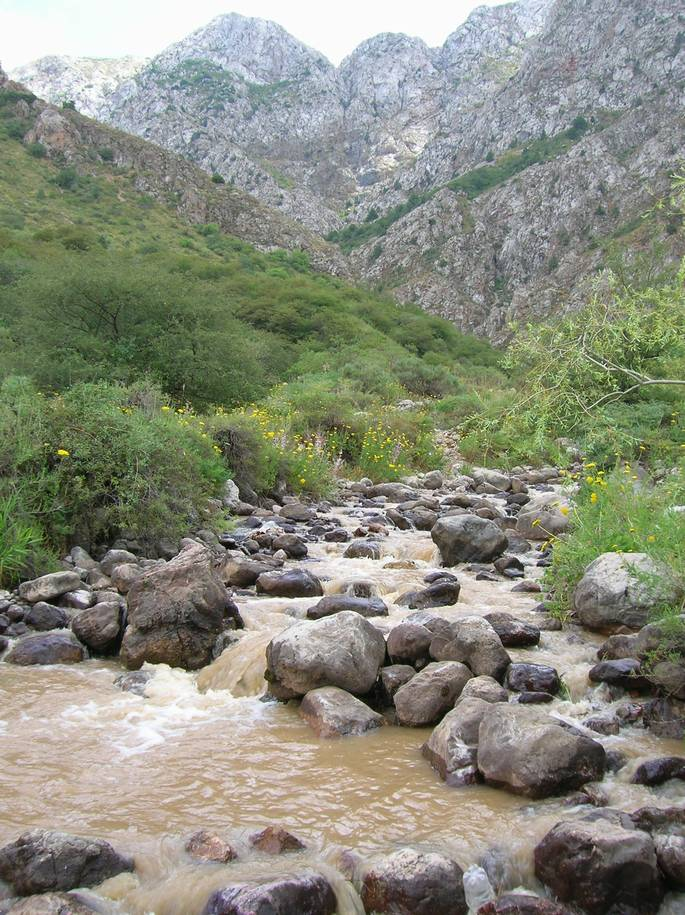
Montagnes proches de Chymkent.

La ville de Turkestan ou Hazrat-e Turkestan est célèbre par la présence du mausolée de Khoja Ahmed Yasavi.

## Divisions administratives
De 1992 à 2018, l'oblys du Kazakhastan-Méridional (en kazakh : Оңтүстік Қазақстан облысы, en russe : Южно-Казахстанская область) est divisé en 11 districts et 4 villes (Arys, Kentaou, Chimkent et Turkestan).
À partir de juin 2018, la ville de Chimkent est sortie de l'oblys et rattachée directement au gouvernement central. L'oblys change de nom pour devenir oblys de Turkestan et Turkestan est la nouvelle capitale de l'oblys.

### Districts
| District               | Chef-lieu      |
| ---------------------- | -------------- |
| District de Baydibek   | Chayan         |
| District de Kazygourt  | Kazygourt      |
| District de Maktaaral  | Jetisaï        |
| District d'Ordabasy    | Temirlan       |
| District d'Otyrar      | Chauldir       |
| District de Saryaghash | Saryaghach     |
| District de Sayram     | Aksukent       |
| District de Chardara   | Chardara       |
| District de Sozak      | Cholakkorgan   |
| District de Tole Bi    | Lenger         |
| District de Toulkibas  | Turar Ryskulov |